# Liste des épisodes de Bleach
La liste des épisodes de Bleach, série télévisée d'animation japonaise en 366 épisodes adaptée du manga du même nom de Tite Kubo, a été diffusée du 5 octobre 2004 au 27 mars 2012.
Les épisodes de la série Bleach: Thousand-Year Blood War (BLEACH 千年血戦篇, Burīchi: Sennen Kessen-hen), adaptant le dernier arc narratif et faisant suite à la série originale, sont diffusées depuis le 11 octobre 2022.
Les titres sont groupés par ordre de saisons correspondant aux arcs narratifs de l’anime.

## Génériques

### Début
| Numéro | Titre                     | Artiste                  | Épisodes  | Date de 1re diffusion |
| ------ | ------------------------- | ------------------------ | --------- | --------------------- |
| 1      | *~Asterisk~               | Orange Range             | 1 à 25    | 5 octobre 2004        |
| 2      | D-tecnolife               | UVERworld                | 26 à 51   | 5 avril 2005          |
| 3      | Ichirin No Hana           | High and Mighty Color    | 52 à 74   | 4 octobre 2005        |
| 4      | TONIGHT, TONIGHT, TONIGHT | Beat Crusaders           | 75 à 97   | 4 avril 2006          |
| 5      | Rolling Star              | YUI                      | 98 à 120  | 4 octobre 2006        |
| 6      | Alones                    | Aqua Timez               | 121 à 143 | 11 avril 2007         |
| 7      | After Dark                | Asian Kung-Fu Generation | 144 à 167 | 17 octobre 2007       |
| 8      | CHU-BURA                  | Kelun                    | 168 à 189 | 23 avril 2008         |
| 9      | Velonica                  | Aqua Timez               | 190 à 214 | 14 octobre 2008       |
| 10     | Shoujo S                  | Scandal                  | 215 à 242 | 14 avril 2009         |
| 11     | Anima Rossa               | Porno Graffitti          | 243 à 265 | 27 octobre 2009       |
| 12     | chAngE                    | Miwa                     | 266 à 291 | 13 avril 2010         |
| 13     | Ranbu no Melody           | SID                      | 292 à 316 | 12 octobre 2010       |
| 14     | Blue                      | ViViD                    | 317 à 342 | 12 avril 2011         |
| 15     | Harukaze                  | Scandal                  | 343 à 366 | 11 octobre 2011       |

Bleach: Thousand-Year Blood War
| Numéro | Titre               | Artiste        | Épisodes            | Date de 1re diffusion |
| ------ | ------------------- | -------------- | ------------------- | --------------------- |
| 1 (16) | Scar                | Tatsuya Kitani | 2 à 13 (368 à 379)  | 18 octobre 2022       |
| 2 (17) | STARS               | w.o.d.         | 14 à 26 (380 à 392) | 8 juillet 2023        |
| 3 (18) | Kotoba ni Sezu Tomo | Six Lounge     | 27 à 40 (393 à 406) | 5 octobre 2024        |

### Fin
| Numéro | Titre                             | Artiste                       | Épisodes  | 1re date de diffusion |
| ------ | --------------------------------- | ----------------------------- | --------- | --------------------- |
| 1      | Life is Like a Boat               | Rie Fu                        | 1 à 13    | 5 octobre 2004        |
| 2      | Thank You!!                       | Home Made Kazoku              | 14 à 25   | 11 janvier 2005       |
| 3      | Houki Boshi                       | Younha                        | 26 à 38   | 5 avril 2005          |
| 4      | Happy People                      | Scoop on Somebody             | 39 à 51   | 5 juillet 2005        |
| 5      | Life                              | YUI                           | 52 à 63   | 4 octobre 2005        |
| 6      | My Pace                           | SunSet Swish                  | 64 à 74   | 17 janvier 2006       |
| 7      | Hanabi                            | Ikimono Gakari                | 75 à 86   | 4 avril 2006          |
| 8      | MOVIN!!                           | Takacha                       | 87 à 97   | 4 juillet 2006        |
| 9      | Baby It's You                     | JUNE                          | 98 à 109  | 4 octobre 2006        |
| 10     | Sakura Biyori                     | Mai Hoshimura                 | 110 à 120 | 10 janvier 2007       |
| 11     | Tsumasaki                         | Ore Ska Band                  | 121 à 131 | 11 avril 2007         |
| 12     | Daidai                            | Chatmonchy                    | 132 à 143 | 4 juillet 2007        |
| 13     | Tane o Maku Hibi                  | Atari Kousuke                 | 144 à 154 | 17 octobre 2007       |
| 14     | Kansha                            | RSP a.k.a Real Streat Project | 155 à 167 | 9 janvier 2008        |
| 15     | Orange                            | Lil'B a.k.a MIE&AILA          | 168 à 179 | 23 avril 2008         |
| 16     | Gallop                            | pe'zmoku                      | 180 à 189 | 16 juillet 2008       |
| 17     | Hitohira no Hanabira              | Stereo Pony                   | 190 à 201 | 14 octobre 2008       |
| 18     | Sky Chord ~Otona ni Naru Kimi he~ | Tsuji Shion                   | 202 à 214 | 13 janvier 2009       |
| 19     | Kimi o Mamotte, Kimi o Aishite    | Sambomaster                   | 215 à 229 | 14 avril 2009         |
| 20     | Mad Surfer                        | Kenichi Asai                  | 230 à 242 | 28 juillet 2009       |
| 21     | Sakurabito                        | SunSet Swish                  | 243 à 255 | 27 octobre 2009       |
| 22     | Tabidatsu Kimi he                 | RSP                           | 256 à 265 | 2 février 2010        |
| 23     | Stay Beautiful                    | DIGGY-MO                      | 266 à 278 | 13 avril 2010         |
| 24     | Echoes                            | Universe                      | 279 à 291 | 13 juillet 2010       |
| 25     | Last Moment                       | SPYAIR                        | 292 à 303 | 12 octobre 2010       |
| 26     | Song for…                         | ROOKIEZ is PUNK'D             | 304 à 316 | 11 janvier 2011       |
| 27     | Aoi Tori                          | Fumika                        | 317 à 329 | 12 avril 2011         |
| 28     | Haruka Kanata                     | UNLIMITS                      | 330 à 342 | 12 juillet 2011       |
| 29     | Re:pray                           | Aimer                         | 343 à 354 | 11 octobre 2011       |
| 30     | Mask                              | Aqua Timez                    | 355 à 366 | 10 janvier 2012       |

#### Bleach: Thousand-Year Blood War
| Numéro  | Titre      | Artiste        | Épisodes            | Date de 1re diffusion |
| ------- | ---------- | -------------- | ------------------- | --------------------- |
| Spécial | Rapport    | Tatsuya Kitani | 1 (367)             | 11 octobre 2022       |
| 1 (31)  | Saihate    | SennaRin       | 2 à 12 (368 à 378)  | 18 octobre 2022       |
| 2 (32)  | Endroll    | Yoh Kamiyama   | 14 à 26 (380 à 392) | 8 juillet 2023        |
| 3 (33)  | Monochrome | Suisoh         | 27 à 40 (393 à 406) | 5 octobre 2024        |

## Répartition des arcs
| # | #    | Début            | Fin             | Arcs                         | Arcs | Arcs                      | #    | # |
| - | ---- | ---------------- | --------------- | ---------------------------- | ---- | ------------------------- | ---- | - |
|   | 1    | 5 octobre 2004   | 22 février 2005 | Shinigami Remplacant         |      |                           | 1    |   |
|   | 1    | 5 octobre 2004   | 22 février 2005 | Shinigami Remplacant         |      |                           | 1    |   |
|   | 1    | 5 octobre 2004   | 22 février 2005 | Shinigami Remplacant         |      |                           | 1    |   |
|   | 1    | 5 octobre 2004   | 22 février 2005 | Shinigami Remplacant         |      |                           | 1    |   |
|   | 1    | 5 octobre 2004   | 22 février 2005 | Shinigami Remplacant         |      |                           | 1    |   |
|   | 1    | 5 octobre 2004   | 22 février 2005 | Shinigami Remplacant         |      |                           | 1    |   |
|   | 1    | 5 octobre 2004   | 22 février 2005 | Shinigami Remplacant         |      |                           | 1    |   |
|   | 1    | 5 octobre 2004   | 22 février 2005 | Shinigami Remplacant         |      |                           | 1    |   |
|   | 1    | 5 octobre 2004   | 22 février 2005 | Shinigami Remplacant         |      |                           | 1    |   |
|   | 1    | 5 octobre 2004   | 22 février 2005 | Shinigami Remplacant         |      |                           | 1    |   |
|   | 1    | 5 octobre 2004   | 22 février 2005 | Shinigami Remplacant         |      |                           | 1    |   |
|   | 1    | 5 octobre 2004   | 22 février 2005 | Shinigami Remplacant         |      |                           | 1    |   |
|   | 1    | 5 octobre 2004   | 22 février 2005 | Shinigami Remplacant         |      |                           | 1    |   |
|   | 1    | 5 octobre 2004   | 22 février 2005 | Shinigami Remplacant         |      |                           | 1    |   |
|   | 1    | 5 octobre 2004   | 22 février 2005 | Shinigami Remplacant         |      |                           | 1    |   |
|   | 1    | 5 octobre 2004   | 22 février 2005 | Shinigami Remplacant         |      |                           | 1    |   |
|   | 1    | 5 octobre 2004   | 22 février 2005 | Shinigami Remplacant         |      |                           | 1    |   |
|   | 1    | 5 octobre 2004   | 22 février 2005 | Shinigami Remplacant         |      |                           | 1    |   |
|   | 1    | 5 octobre 2004   | 22 février 2005 | Shinigami Remplacant         |      |                           | 1    |   |
|   | 1    | 5 octobre 2004   | 22 février 2005 | Shinigami Remplacant         |      |                           | 1    |   |
|   | 2    | 1er mars 2005    | 19 juillet 2005 | Soul Society                 |      | Assaut de la Soul Society | 2    |   |
|   | 2    | 1er mars 2005    | 19 juillet 2005 | Soul Society                 |      | Assaut de la Soul Society | 2    |   |
|   | 2    | 1er mars 2005    | 19 juillet 2005 | Soul Society                 |      | Assaut de la Soul Society | 2    |   |
|   | 2    | 1er mars 2005    | 19 juillet 2005 | Soul Society                 |      | Assaut de la Soul Society | 2    |   |
|   | 2    | 1er mars 2005    | 19 juillet 2005 | Soul Society                 |      | Assaut de la Soul Society | 2    |   |
|   | 2    | 1er mars 2005    | 19 juillet 2005 | Soul Society                 |      | Assaut de la Soul Society | 2    |   |
|   | 2    | 1er mars 2005    | 19 juillet 2005 | Soul Society                 |      | Assaut de la Soul Society | 2    |   |
|   | 2    | 1er mars 2005    | 19 juillet 2005 | Soul Society                 |      | Assaut de la Soul Society | 2    |   |
|   | 2    | 1er mars 2005    | 19 juillet 2005 | Soul Society                 |      | Assaut de la Soul Society | 2    |   |
|   | 2    | 1er mars 2005    | 19 juillet 2005 | Soul Society                 |      | Assaut de la Soul Society | 2    |   |
|   | 2    | 1er mars 2005    | 19 juillet 2005 | Soul Society                 |      | Assaut de la Soul Society | 2    |   |
|   | 2    | 1er mars 2005    | 19 juillet 2005 | Soul Society                 |      | Assaut de la Soul Society | 2    |   |
|   | 2    | 1er mars 2005    | 19 juillet 2005 | Soul Society                 |      | Assaut de la Soul Society | 2    |   |
|   | 2    | 1er mars 2005    | 19 juillet 2005 | Soul Society                 |      | Assaut de la Soul Society | 2    |   |
|   | 2    | 1er mars 2005    | 19 juillet 2005 | Soul Society                 |      | Assaut de la Soul Society | 2    |   |
|   | 2    | 1er mars 2005    | 19 juillet 2005 | Soul Society                 |      | Assaut de la Soul Society | 2    |   |
|   | 2    | 1er mars 2005    | 19 juillet 2005 | Soul Society                 |      | Assaut de la Soul Society | 2    |   |
|   | 2    | 1er mars 2005    | 19 juillet 2005 | Soul Society                 |      | Assaut de la Soul Society | 2    |   |
|   | 2    | 1er mars 2005    | 19 juillet 2005 | Soul Society                 |      | Assaut de la Soul Society | 2    |   |
|   | 2    | 1er mars 2005    | 19 juillet 2005 | Soul Society                 |      | Assaut de la Soul Society | 2    |   |
|   | 2    | 1er mars 2005    | 19 juillet 2005 | Soul Society                 |      | Assaut de la Soul Society | 2    |   |
|   | 3    | 26 juillet 2005  | 10 janvier 2006 | Soul Society                 |      | Sauvetage de Rukia        | 3    |   |
|   | 3    | 26 juillet 2005  | 10 janvier 2006 | Soul Society                 |      | Sauvetage de Rukia        | 3    |   |
|   | 3    | 26 juillet 2005  | 10 janvier 2006 | Soul Society                 |      | Sauvetage de Rukia        | 3    |   |
|   | 3    | 26 juillet 2005  | 10 janvier 2006 | Soul Society                 |      | Sauvetage de Rukia        | 3    |   |
|   | 3    | 26 juillet 2005  | 10 janvier 2006 | Soul Society                 |      | Sauvetage de Rukia        | 3    |   |
|   | 3    | 26 juillet 2005  | 10 janvier 2006 | Soul Society                 |      | Sauvetage de Rukia        | 3    |   |
|   | 3    | 26 juillet 2005  | 10 janvier 2006 | Soul Society                 |      | Sauvetage de Rukia        | 3    |   |
|   | 3    | 26 juillet 2005  | 10 janvier 2006 | Soul Society                 |      | Sauvetage de Rukia        | 3    |   |
|   | 3    | 26 juillet 2005  | 10 janvier 2006 | Soul Society                 |      | Sauvetage de Rukia        | 3    |   |
|   | 3    | 26 juillet 2005  | 10 janvier 2006 | Soul Society                 |      | Sauvetage de Rukia        | 3    |   |
|   | 3    | 26 juillet 2005  | 10 janvier 2006 | Soul Society                 |      | Sauvetage de Rukia        | 3    |   |
|   | 3    | 26 juillet 2005  | 10 janvier 2006 | Soul Society                 |      | Sauvetage de Rukia        | 3    |   |
|   | 3    | 26 juillet 2005  | 10 janvier 2006 | Soul Society                 |      | Sauvetage de Rukia        | 3    |   |
|   | 3    | 26 juillet 2005  | 10 janvier 2006 | Soul Society                 |      | Sauvetage de Rukia        | 3    |   |
|   | 3    | 26 juillet 2005  | 10 janvier 2006 | Soul Society                 |      | Sauvetage de Rukia        | 3    |   |
|   | 3    | 26 juillet 2005  | 10 janvier 2006 | Soul Society                 |      | Sauvetage de Rukia        | 3    |   |
|   | 3    | 26 juillet 2005  | 10 janvier 2006 | Soul Society                 |      | Sauvetage de Rukia        | 3    |   |
|   | 3    | 26 juillet 2005  | 10 janvier 2006 | Soul Society                 |      | Sauvetage de Rukia        | 3    |   |
|   | 3    | 26 juillet 2005  | 10 janvier 2006 | Soul Society                 |      | Sauvetage de Rukia        | 3    |   |
|   | 3    | 26 juillet 2005  | 10 janvier 2006 | Soul Society                 |      | Sauvetage de Rukia        | 3    |   |
|   | 3    | 26 juillet 2005  | 10 janvier 2006 | Soul Society                 |      | Sauvetage de Rukia        | 3    |   |
|   | 3    | 26 juillet 2005  | 10 janvier 2006 | Soul Society                 |      | Sauvetage de Rukia        | 3    |   |
|   | 4    | 17 janvier 2006  | 1er août 2006   | Bount                        |      | Monde des humains         | 4    |   |
|   | 4    | 17 janvier 2006  | 1er août 2006   | Bount                        |      | Monde des humains         | 4    |   |
|   | 4    | 17 janvier 2006  | 1er août 2006   | Bount                        |      | Monde des humains         | 4    |   |
|   | 4    | 17 janvier 2006  | 1er août 2006   | Bount                        |      | Monde des humains         | 4    |   |
|   | 4    | 17 janvier 2006  | 1er août 2006   | Bount                        |      | Monde des humains         | 4    |   |
|   | 4    | 17 janvier 2006  | 1er août 2006   | Bount                        |      | Monde des humains         | 4    |   |
|   | 4    | 17 janvier 2006  | 1er août 2006   | Bount                        |      | Monde des humains         | 4    |   |
|   | 4    | 17 janvier 2006  | 1er août 2006   | Bount                        |      | Monde des humains         | 4    |   |
|   | 4    | 17 janvier 2006  | 1er août 2006   | Bount                        |      | Monde des humains         | 4    |   |
|   | 4    | 17 janvier 2006  | 1er août 2006   | Bount                        |      | Monde des humains         | 4    |   |
|   | 4    | 17 janvier 2006  | 1er août 2006   | Bount                        |      | Monde des humains         | 4    |   |
|   | 4    | 17 janvier 2006  | 1er août 2006   | Bount                        |      | Monde des humains         | 4    |   |
|   | 4    | 17 janvier 2006  | 1er août 2006   | Bount                        |      | Monde des humains         | 4    |   |
|   | 4    | 17 janvier 2006  | 1er août 2006   | Bount                        |      | Monde des humains         | 4    |   |
|   | 4    | 17 janvier 2006  | 1er août 2006   | Bount                        |      | Monde des humains         | 4    |   |
|   | 4    | 17 janvier 2006  | 1er août 2006   | Bount                        |      | Monde des humains         | 4    |   |
|   | 4    | 17 janvier 2006  | 1er août 2006   | Bount                        |      | Monde des humains         | 4    |   |
|   | 4    | 17 janvier 2006  | 1er août 2006   | Bount                        |      | Monde des humains         | 4    |   |
|   | 4    | 17 janvier 2006  | 1er août 2006   | Bount                        |      | Monde des humains         | 4    |   |
|   | 4    | 17 janvier 2006  | 1er août 2006   | Bount                        |      | Monde des humains         | 4    |   |
|   | 4    | 17 janvier 2006  | 1er août 2006   | Bount                        |      | Monde des humains         | 4    |   |
|   | 4    | 17 janvier 2006  | 1er août 2006   | Bount                        |      | Monde des humains         | 4    |   |
|   | 4    | 17 janvier 2006  | 1er août 2006   | Bount                        |      | Monde des humains         | 4    |   |
|   | 4    | 17 janvier 2006  | 1er août 2006   | Bount                        |      | Monde des humains         | 4    |   |
|   | 4    | 17 janvier 2006  | 1er août 2006   | Bount                        |      | Monde des humains         | 4    |   |
|   | 4    | 17 janvier 2006  | 1er août 2006   | Bount                        |      | Monde des humains         | 4    |   |
|   | 4    | 17 janvier 2006  | 1er août 2006   | Bount                        |      | Monde des humains         | 4    |   |
|   | 4    | 17 janvier 2006  | 1er août 2006   | Bount                        |      | Monde des humains         | 4    |   |
|   | 5    | 8 août 2006      | 4 janvier 2007  | Bount                        |      | Soul Society              | 5    |   |
|   | 5    | 8 août 2006      | 4 janvier 2007  | Bount                        |      | Soul Society              | 5    |   |
|   | 5    | 8 août 2006      | 4 janvier 2007  | Bount                        |      | Soul Society              | 5    |   |
|   | 5    | 8 août 2006      | 4 janvier 2007  | Bount                        |      | Soul Society              | 5    |   |
|   | 5    | 8 août 2006      | 4 janvier 2007  | Bount                        |      | Soul Society              | 5    |   |
|   | 5    | 8 août 2006      | 4 janvier 2007  | Bount                        |      | Soul Society              | 5    |   |
|   | 5    | 8 août 2006      | 4 janvier 2007  | Bount                        |      | Soul Society              | 5    |   |
|   | 5    | 8 août 2006      | 4 janvier 2007  | Bount                        |      | Soul Society              | 5    |   |
|   | 5    | 8 août 2006      | 4 janvier 2007  | Bount                        |      | Soul Society              | 5    |   |
|   | 5    | 8 août 2006      | 4 janvier 2007  | Bount                        |      | Soul Society              | 5    |   |
|   | 5    | 8 août 2006      | 4 janvier 2007  | Bount                        |      | Soul Society              | 5    |   |
|   | 5    | 8 août 2006      | 4 janvier 2007  | Bount                        |      | Soul Society              | 5    |   |
|   | 5    | 8 août 2006      | 4 janvier 2007  | Bount                        |      | Soul Society              | 5    |   |
|   | 5    | 8 août 2006      | 4 janvier 2007  | Bount                        |      | Soul Society              | 5    |   |
|   | 5    | 8 août 2006      | 4 janvier 2007  | Bount                        |      | Soul Society              | 5    |   |
|   | 5    | 8 août 2006      | 4 janvier 2007  | Bount                        |      | Soul Society              | 5    |   |
|   | 5    | 8 août 2006      | 4 janvier 2007  | Bount                        |      | Soul Society              | 5    |   |
|   | 5    | 8 août 2006      | 4 janvier 2007  | Bount                        |      | Soul Society              | 5    |   |
|   | 6    | 10 janvier 2007  | 27 juin 2007    | Arrancars                    |      | Arrivée des Arrancars     | 6    |   |
|   | 6    | 10 janvier 2007  | 27 juin 2007    | Arrancars                    |      | Arrivée des Arrancars     | 6    |   |
|   | 6    | 10 janvier 2007  | 27 juin 2007    | Arrancars                    |      | Arrivée des Arrancars     | 6    |   |
|   | 6    | 10 janvier 2007  | 27 juin 2007    | Arrancars                    |      | Arrivée des Arrancars     | 6    |   |
|   | 6    | 10 janvier 2007  | 27 juin 2007    | Arrancars                    |      | Arrivée des Arrancars     | 6    |   |
|   | 6    | 10 janvier 2007  | 27 juin 2007    | Arrancars                    |      | Arrivée des Arrancars     | 6    |   |
|   | 6    | 10 janvier 2007  | 27 juin 2007    | Arrancars                    |      | Arrivée des Arrancars     | 6    |   |
|   | 6    | 10 janvier 2007  | 27 juin 2007    | Arrancars                    |      | Arrivée des Arrancars     | 6    |   |
|   | 6    | 10 janvier 2007  | 27 juin 2007    | Arrancars                    |      | Arrivée des Arrancars     | 6    |   |
|   | 6    | 10 janvier 2007  | 27 juin 2007    | Arrancars                    |      | Arrivée des Arrancars     | 6    |   |
|   | 6    | 10 janvier 2007  | 27 juin 2007    | Arrancars                    |      | Arrivée des Arrancars     | 6    |   |
|   | 6    | 10 janvier 2007  | 27 juin 2007    | Arrancars                    |      | Arrivée des Arrancars     | 6    |   |
|   | 6    | 10 janvier 2007  | 27 juin 2007    | Arrancars                    |      | Arrivée des Arrancars     | 6    |   |
|   | 6    | 10 janvier 2007  | 27 juin 2007    | Arrancars                    |      | Arrivée des Arrancars     | 6    |   |
|   | 6    | 10 janvier 2007  | 27 juin 2007    | Arrancars                    |      | Arrivée des Arrancars     | 6    |   |
|   | 6    | 10 janvier 2007  | 27 juin 2007    | Arrancars                    |      | Arrivée des Arrancars     | 6    |   |
|   | 6    | 10 janvier 2007  | 27 juin 2007    | Arrancars                    |      | Arrivée des Arrancars     | 6    |   |
|   | 6    | 10 janvier 2007  | 27 juin 2007    | Arrancars                    |      | Arrivée des Arrancars     | 6    |   |
|   | 6    | 10 janvier 2007  | 27 juin 2007    | Arrancars                    |      | Arrivée des Arrancars     | 6    |   |
|   | 6    | 10 janvier 2007  | 27 juin 2007    | Arrancars                    |      | Arrivée des Arrancars     | 6    |   |
|   | 6    | 10 janvier 2007  | 27 juin 2007    | Arrancars                    |      | Arrivée des Arrancars     | 6    |   |
|   | 6    | 10 janvier 2007  | 27 juin 2007    | Arrancars                    |      | Arrivée des Arrancars     | 6    |   |
|   | 7    | 4 juillet 2007   | 5 décembre 2007 | Arrancars                    |      | Assaut du Hueco Mundo     | 7    |   |
|   | 7    | 4 juillet 2007   | 5 décembre 2007 | Arrancars                    |      | Assaut du Hueco Mundo     | 7    |   |
|   | 7    | 4 juillet 2007   | 5 décembre 2007 | Arrancars                    |      | Assaut du Hueco Mundo     | 7    |   |
|   | 7    | 4 juillet 2007   | 5 décembre 2007 | Arrancars                    |      | Assaut du Hueco Mundo     | 7    |   |
|   | 7    | 4 juillet 2007   | 5 décembre 2007 | Arrancars                    |      | Assaut du Hueco Mundo     | 7    |   |
|   | 7    | 4 juillet 2007   | 5 décembre 2007 | Arrancars                    |      | Assaut du Hueco Mundo     | 7    |   |
|   | 7    | 4 juillet 2007   | 5 décembre 2007 | Arrancars                    |      | Assaut du Hueco Mundo     | 7    |   |
|   | 7    | 4 juillet 2007   | 5 décembre 2007 | Arrancars                    |      | Assaut du Hueco Mundo     | 7    |   |
|   | 7    | 4 juillet 2007   | 5 décembre 2007 | Arrancars                    |      | Assaut du Hueco Mundo     | 7    |   |
|   | 7    | 4 juillet 2007   | 5 décembre 2007 | Arrancars                    |      | Assaut du Hueco Mundo     | 7    |   |
|   | 7    | 4 juillet 2007   | 5 décembre 2007 | Arrancars                    |      | Assaut du Hueco Mundo     | 7    |   |
|   | 7    | 4 juillet 2007   | 5 décembre 2007 | Arrancars                    |      | Assaut du Hueco Mundo     | 7    |   |
|   | 7    | 4 juillet 2007   | 5 décembre 2007 | Arrancars                    |      | Assaut du Hueco Mundo     | 7    |   |
|   | 7    | 4 juillet 2007   | 5 décembre 2007 | Arrancars                    |      | Assaut du Hueco Mundo     | 7    |   |
|   | 7    | 4 juillet 2007   | 5 décembre 2007 | Arrancars                    |      | Assaut du Hueco Mundo     | 7    |   |
|   | 7    | 4 juillet 2007   | 5 décembre 2007 | Arrancars                    |      | Assaut du Hueco Mundo     | 7    |   |
|   | 7    | 4 juillet 2007   | 5 décembre 2007 | Arrancars                    |      | Assaut du Hueco Mundo     | 7    |   |
|   | 7    | 4 juillet 2007   | 5 décembre 2007 | Arrancars                    |      | Assaut du Hueco Mundo     | 7    |   |
|   | 7    | 4 juillet 2007   | 5 décembre 2007 | Arrancars                    |      | Assaut du Hueco Mundo     | 7    |   |
|   | 7    | 4 juillet 2007   | 5 décembre 2007 | Arrancars                    |      | Assaut du Hueco Mundo     | 7    |   |
|   | 8    | 12 décembre 2007 | 16 avril 2008   | Arrancars                    |      | Assaut du Hueco Mundo     | 8    |   |
|   | 8    | 12 décembre 2007 | 16 avril 2008   | Arrancars                    |      | Assaut du Hueco Mundo     | 8    |   |
|   | 8    | 12 décembre 2007 | 16 avril 2008   | Arrancars                    |      | Assaut du Hueco Mundo     | 8    |   |
|   | 8    | 12 décembre 2007 | 16 avril 2008   | Arrancars                    |      | Assaut du Hueco Mundo     | 8    |   |
|   | 8    | 12 décembre 2007 | 16 avril 2008   | Arrancars                    |      | Assaut du Hueco Mundo     | 8    |   |
|   | 8    | 12 décembre 2007 | 16 avril 2008   | Arrancars                    |      | Assaut du Hueco Mundo     | 8    |   |
|   | 8    | 12 décembre 2007 | 16 avril 2008   | Arrancars                    |      | Assaut du Hueco Mundo     | 8    |   |
|   | 8    | 12 décembre 2007 | 16 avril 2008   | Arrancars                    |      | Assaut du Hueco Mundo     | 8    |   |
|   | 8    | 12 décembre 2007 | 16 avril 2008   | Arrancars                    |      | Assaut du Hueco Mundo     | 8    |   |
|   | 8    | 12 décembre 2007 | 16 avril 2008   | Arrancars                    |      | Assaut du Hueco Mundo     | 8    |   |
|   | 8    | 12 décembre 2007 | 16 avril 2008   | Arrancars                    |      | Assaut du Hueco Mundo     | 8    |   |
|   | 8    | 12 décembre 2007 | 16 avril 2008   | Arrancars                    |      | Assaut du Hueco Mundo     | 8    |   |
|   | 8    | 12 décembre 2007 | 16 avril 2008   | Arrancars                    |      | Assaut du Hueco Mundo     | 8    |   |
|   | 8    | 12 décembre 2007 | 16 avril 2008   | Arrancars                    |      | Assaut du Hueco Mundo     | 8    |   |
|   | 8    | 12 décembre 2007 | 16 avril 2008   | Arrancars                    |      | Assaut du Hueco Mundo     | 8    |   |
|   | 8    | 12 décembre 2007 | 16 avril 2008   | Arrancars                    |      | Assaut du Hueco Mundo     | 8    |   |
|   | 9    | 23 avril 2008    | 7 octobre 2008  | Amagai Shūsuke               |      |                           | 9    |   |
|   | 9    | 23 avril 2008    | 7 octobre 2008  | Amagai Shūsuke               |      |                           | 9    |   |
|   | 9    | 23 avril 2008    | 7 octobre 2008  | Amagai Shūsuke               |      |                           | 9    |   |
|   | 9    | 23 avril 2008    | 7 octobre 2008  | Amagai Shūsuke               |      |                           | 9    |   |
|   | 9    | 23 avril 2008    | 7 octobre 2008  | Amagai Shūsuke               |      |                           | 9    |   |
|   | 9    | 23 avril 2008    | 7 octobre 2008  | Amagai Shūsuke               |      |                           | 9    |   |
|   | 9    | 23 avril 2008    | 7 octobre 2008  | Amagai Shūsuke               |      |                           | 9    |   |
|   | 9    | 23 avril 2008    | 7 octobre 2008  | Amagai Shūsuke               |      |                           | 9    |   |
|   | 9    | 23 avril 2008    | 7 octobre 2008  | Amagai Shūsuke               |      |                           | 9    |   |
|   | 9    | 23 avril 2008    | 7 octobre 2008  | Amagai Shūsuke               |      |                           | 9    |   |
|   | 9    | 23 avril 2008    | 7 octobre 2008  | Amagai Shūsuke               |      |                           | 9    |   |
|   | 9    | 23 avril 2008    | 7 octobre 2008  | Amagai Shūsuke               |      |                           | 9    |   |
|   | 9    | 23 avril 2008    | 7 octobre 2008  | Amagai Shūsuke               |      |                           | 9    |   |
|   | 9    | 23 avril 2008    | 7 octobre 2008  | Amagai Shūsuke               |      |                           | 9    |   |
|   | 9    | 23 avril 2008    | 7 octobre 2008  | Amagai Shūsuke               |      |                           | 9    |   |
|   | 9    | 23 avril 2008    | 7 octobre 2008  | Amagai Shūsuke               |      |                           | 9    |   |
|   | 9    | 23 avril 2008    | 7 octobre 2008  | Amagai Shūsuke               |      |                           | 9    |   |
|   | 9    | 23 avril 2008    | 7 octobre 2008  | Amagai Shūsuke               |      |                           | 9    |   |
|   | 9    | 23 avril 2008    | 7 octobre 2008  | Amagai Shūsuke               |      |                           | 9    |   |
|   | 9    | 23 avril 2008    | 7 octobre 2008  | Amagai Shūsuke               |      |                           | 9    |   |
|   | 9    | 23 avril 2008    | 7 octobre 2008  | Amagai Shūsuke               |      |                           | 9    |   |
|   | 9    | 23 avril 2008    | 7 octobre 2008  | Amagai Shūsuke               |      |                           | 9    |   |
|   | 10   | 14 octobre 2008  | 3 février 2009  | Arrancars                    |      | Arrancars vs. Shinigamis  | 10   |   |
|   | 10   | 14 octobre 2008  | 3 février 2009  | Arrancars                    |      | Arrancars vs. Shinigamis  | 10   |   |
|   | 10   | 14 octobre 2008  | 3 février 2009  | Arrancars                    |      | Arrancars vs. Shinigamis  | 10   |   |
|   | 10   | 14 octobre 2008  | 3 février 2009  | Arrancars                    |      | Arrancars vs. Shinigamis  | 10   |   |
|   | 10   | 14 octobre 2008  | 3 février 2009  | Arrancars                    |      | Arrancars vs. Shinigamis  | 10   |   |
|   | 10   | 14 octobre 2008  | 3 février 2009  | Arrancars                    |      | Arrancars vs. Shinigamis  | 10   |   |
|   | 10   | 14 octobre 2008  | 3 février 2009  | Arrancars                    |      | Arrancars vs. Shinigamis  | 10   |   |
|   | 10   | 14 octobre 2008  | 3 février 2009  | Arrancars                    |      | Arrancars vs. Shinigamis  | 10   |   |
|   | 10   | 14 octobre 2008  | 3 février 2009  | Arrancars                    |      | Arrancars vs. Shinigamis  | 10   |   |
|   | 10   | 14 octobre 2008  | 3 février 2009  | Arrancars                    |      | Arrancars vs. Shinigamis  | 10   |   |
|   | 10   | 14 octobre 2008  | 3 février 2009  | Arrancars                    |      | Arrancars vs. Shinigamis  | 10   |   |
|   | 10   | 14 octobre 2008  | 3 février 2009  | Arrancars                    |      | Arrancars vs. Shinigamis  | 10   |   |
|   | 10   | 14 octobre 2008  | 3 février 2009  | Arrancars                    |      | Arrancars vs. Shinigamis  | 10   |   |
|   | 10   | 14 octobre 2008  | 3 février 2009  | Arrancars                    |      | Arrancars vs. Shinigamis  | 10   |   |
|   | 10   | 14 octobre 2008  | 3 février 2009  | Arrancars                    |      | Arrancars vs. Shinigamis  | 10   |   |
|   | 11   | 10 février 2009  | 24 mars 2009    | Turn back the pendulum       |      |                           | 11   |   |
|   | 11   | 10 février 2009  | 24 mars 2009    | Turn back the pendulum       |      |                           | 11   |   |
|   | 11   | 10 février 2009  | 24 mars 2009    | Turn back the pendulum       |      |                           | 11   |   |
|   | 11   | 10 février 2009  | 24 mars 2009    | Turn back the pendulum       |      |                           | 11   |   |
|   | 11   | 10 février 2009  | 24 mars 2009    | Turn back the pendulum       |      |                           | 11   |   |
|   | 11   | 10 février 2009  | 24 mars 2009    | Turn back the pendulum       |      |                           | 11   |   |
|   | 11   | 10 février 2009  | 24 mars 2009    | Turn back the pendulum       |      |                           | 11   |   |
|   | 12   | 31 mars 2009     | 21 juillet 2009 | Arrancars                    |      | Bataille de Karakura      | 12   |   |
|   | 12   | 31 mars 2009     | 21 juillet 2009 | Arrancars                    |      | Bataille de Karakura      | 12   |   |
|   | 12   | 31 mars 2009     | 21 juillet 2009 | Arrancars                    |      | Bataille de Karakura      | 12   |   |
|   | 12   | 31 mars 2009     | 21 juillet 2009 | Arrancars                    |      | Bataille de Karakura      | 12   |   |
|   | 12   | 31 mars 2009     | 21 juillet 2009 | Arrancars                    |      | Bataille de Karakura      | 12   |   |
|   | 12   | 31 mars 2009     | 21 juillet 2009 | Arrancars                    |      | Bataille de Karakura      | 12   |   |
|   | 12   | 31 mars 2009     | 21 juillet 2009 | Arrancars                    |      | Bataille de Karakura      | 12   |   |
|   | 12   | 31 mars 2009     | 21 juillet 2009 | Arrancars                    |      | Bataille de Karakura      | 12   |   |
|   | 12   | 31 mars 2009     | 21 juillet 2009 | Arrancars                    |      | Bataille de Karakura      | 12   |   |
|   | 12   | 31 mars 2009     | 21 juillet 2009 | Arrancars                    |      | Bataille de Karakura      | 12   |   |
|   | 12   | 31 mars 2009     | 21 juillet 2009 | Arrancars                    |      | Bataille de Karakura      | 12   |   |
|   | 12   | 31 mars 2009     | 21 juillet 2009 | Arrancars                    |      | Bataille de Karakura      | 12   |   |
|   | 12   | 31 mars 2009     | 21 juillet 2009 | Arrancars                    |      | Bataille de Karakura      | 12   |   |
|   | 12   | 31 mars 2009     | 21 juillet 2009 | Arrancars                    |      | Bataille de Karakura      | 12   |   |
|   | 12   | 31 mars 2009     | 21 juillet 2009 | Arrancars                    |      | Bataille de Karakura      | 12   |   |
|   | 12   | 31 mars 2009     | 21 juillet 2009 | Arrancars                    |      | Bataille de Karakura      | 12   |   |
|   | 12   | 31 mars 2009     | 21 juillet 2009 | Arrancars                    |      | Bataille de Karakura      | 12   |   |
|   | 13   | 28 juillet 2009  | 6 avril 2010    | Zanpakutō                    |      |                           | 13   |   |
|   | 13   | 28 juillet 2009  | 6 avril 2010    | Zanpakutō                    |      |                           | 13   |   |
|   | 13   | 28 juillet 2009  | 6 avril 2010    | Zanpakutō                    |      |                           | 13   |   |
|   | 13   | 28 juillet 2009  | 6 avril 2010    | Zanpakutō                    |      |                           | 13   |   |
|   | 13   | 28 juillet 2009  | 6 avril 2010    | Zanpakutō                    |      |                           | 13   |   |
|   | 13   | 28 juillet 2009  | 6 avril 2010    | Zanpakutō                    |      |                           | 13   |   |
|   | 13   | 28 juillet 2009  | 6 avril 2010    | Zanpakutō                    |      |                           | 13   |   |
|   | 13   | 28 juillet 2009  | 6 avril 2010    | Zanpakutō                    |      |                           | 13   |   |
|   | 13   | 28 juillet 2009  | 6 avril 2010    | Zanpakutō                    |      |                           | 13   |   |
|   | 13   | 28 juillet 2009  | 6 avril 2010    | Zanpakutō                    |      |                           | 13   |   |
|   | 13   | 28 juillet 2009  | 6 avril 2010    | Zanpakutō                    |      |                           | 13   |   |
|   | 13   | 28 juillet 2009  | 6 avril 2010    | Zanpakutō                    |      |                           | 13   |   |
|   | 13   | 28 juillet 2009  | 6 avril 2010    | Zanpakutō                    |      |                           | 13   |   |
|   | 13   | 28 juillet 2009  | 6 avril 2010    | Zanpakutō                    |      |                           | 13   |   |
|   | 13   | 28 juillet 2009  | 6 avril 2010    | Zanpakutō                    |      |                           | 13   |   |
|   | 13   | 28 juillet 2009  | 6 avril 2010    | Zanpakutō                    |      |                           | 13   |   |
|   | 13   | 28 juillet 2009  | 6 avril 2010    | Zanpakutō                    |      |                           | 13   |   |
|   | 13   | 28 juillet 2009  | 6 avril 2010    | Zanpakutō                    |      |                           | 13   |   |
|   | 13   | 28 juillet 2009  | 6 avril 2010    | Zanpakutō                    |      |                           | 13   |   |
|   | 13   | 28 juillet 2009  | 6 avril 2010    | Zanpakutō                    |      |                           | 13   |   |
|   | 13   | 28 juillet 2009  | 6 avril 2010    | Zanpakutō                    |      |                           | 13   |   |
|   | 13   | 28 juillet 2009  | 6 avril 2010    | Zanpakutō                    |      |                           | 13   |   |
|   | 13   | 28 juillet 2009  | 6 avril 2010    | Zanpakutō                    |      |                           | 13   |   |
|   | 13   | 28 juillet 2009  | 6 avril 2010    | Zanpakutō                    |      |                           | 13   |   |
|   | 13   | 28 juillet 2009  | 6 avril 2010    | Zanpakutō                    |      |                           | 13   |   |
|   | 13   | 28 juillet 2009  | 6 avril 2010    | Zanpakutō                    |      |                           | 13   |   |
|   | 13   | 28 juillet 2009  | 6 avril 2010    | Zanpakutō                    |      |                           | 13   |   |
|   | 13   | 28 juillet 2009  | 6 avril 2010    | Zanpakutō                    |      |                           | 13   |   |
|   | 13   | 28 juillet 2009  | 6 avril 2010    | Zanpakutō                    |      |                           | 13   |   |
|   | 13   | 28 juillet 2009  | 6 avril 2010    | Zanpakutō                    |      |                           | 13   |   |
|   | 13   | 28 juillet 2009  | 6 avril 2010    | Zanpakutō                    |      |                           | 13   |   |
|   | 13   | 28 juillet 2009  | 6 avril 2010    | Zanpakutō                    |      |                           | 13   |   |
|   | 13   | 28 juillet 2009  | 6 avril 2010    | Zanpakutō                    |      |                           | 13   |   |
|   | 13   | 28 juillet 2009  | 6 avril 2010    | Zanpakutō                    |      |                           | 13   |   |
|   | 13   | 28 juillet 2009  | 6 avril 2010    | Zanpakutō                    |      |                           | 13   |   |
|   | 13   | 28 juillet 2009  | 6 avril 2010    | Zanpakutō                    |      |                           | 13   |   |
|   | 14   | 13 avril 2010    | 5 avril 2011    | Arrancars                    |      | Bataille de Karakura      | 14   |   |
|   | 14   | 13 avril 2010    | 5 avril 2011    | Arrancars                    |      | Bataille de Karakura      | 14   |   |
|   | 14   | 13 avril 2010    | 5 avril 2011    | Arrancars                    |      | Bataille de Karakura      | 14   |   |
|   | 14   | 13 avril 2010    | 5 avril 2011    | Arrancars                    |      | Bataille de Karakura      | 14   |   |
|   | 14   | 13 avril 2010    | 5 avril 2011    | Arrancars                    |      | Bataille de Karakura      | 14   |   |
|   | 14   | 13 avril 2010    | 5 avril 2011    | Arrancars                    |      | Bataille de Karakura      | 14   |   |
|   | 14   | 13 avril 2010    | 5 avril 2011    | Arrancars                    |      | Bataille de Karakura      | 14   |   |
|   | 14   | 13 avril 2010    | 5 avril 2011    | Arrancars                    |      | Bataille de Karakura      | 14   |   |
|   | 14   | 13 avril 2010    | 5 avril 2011    | Arrancars                    |      | Bataille de Karakura      | 14   |   |
|   | 14   | 13 avril 2010    | 5 avril 2011    | Arrancars                    |      | Bataille de Karakura      | 14   |   |
|   | 14   | 13 avril 2010    | 5 avril 2011    | Arrancars                    |      | Bataille de Karakura      | 14   |   |
|   | 14   | 13 avril 2010    | 5 avril 2011    | Arrancars                    |      | Bataille de Karakura      | 14   |   |
|   | 14   | 13 avril 2010    | 5 avril 2011    | Arrancars                    |      | Bataille de Karakura      | 14   |   |
|   | 14   | 13 avril 2010    | 5 avril 2011    | Arrancars                    |      | Bataille de Karakura      | 14   |   |
|   | 14   | 13 avril 2010    | 5 avril 2011    | Arrancars                    |      | Bataille de Karakura      | 14   |   |
|   | 14   | 13 avril 2010    | 5 avril 2011    | Arrancars                    |      | Bataille de Karakura      | 14   |   |
|   | 14   | 13 avril 2010    | 5 avril 2011    | Arrancars                    |      | Bataille de Karakura      | 14   |   |
|   | 14   | 13 avril 2010    | 5 avril 2011    | Arrancars                    |      | Bataille de Karakura      | 14   |   |
|   | 14   | 13 avril 2010    | 5 avril 2011    | Arrancars                    |      | Bataille de Karakura      | 14   |   |
|   | 14   | 13 avril 2010    | 5 avril 2011    | Arrancars                    |      | Bataille de Karakura      | 14   |   |
|   | 14   | 13 avril 2010    | 5 avril 2011    | Arrancars                    |      | Bataille de Karakura      | 14   |   |
|   | 14   | 13 avril 2010    | 5 avril 2011    | Arrancars                    |      | Bataille de Karakura      | 14   |   |
|   | 14   | 13 avril 2010    | 5 avril 2011    | Arrancars                    |      | Bataille de Karakura      | 14   |   |
|   | 14   | 13 avril 2010    | 5 avril 2011    | Arrancars                    |      | Bataille de Karakura      | 14   |   |
|   | 14   | 13 avril 2010    | 5 avril 2011    | Arrancars                    |      | Bataille de Karakura      | 14   |   |
|   | 14   | 13 avril 2010    | 5 avril 2011    | Arrancars                    |      | Bataille de Karakura      | 14   |   |
|   | 14   | 13 avril 2010    | 5 avril 2011    | Arrancars                    |      | Bataille de Karakura      | 14   |   |
|   | 14   | 13 avril 2010    | 5 avril 2011    | Arrancars                    |      | Bataille de Karakura      | 14   |   |
|   | 14   | 13 avril 2010    | 5 avril 2011    | Arrancars                    |      | Bataille de Karakura      | 14   |   |
|   | 14   | 13 avril 2010    | 5 avril 2011    | Arrancars                    |      | Bataille de Karakura      | 14   |   |
|   | 14   | 13 avril 2010    | 5 avril 2011    | Arrancars                    |      | Bataille de Karakura      | 14   |   |
|   | 14   | 13 avril 2010    | 5 avril 2011    | Arrancars                    |      | Bataille de Karakura      | 14   |   |
|   | 14   | 13 avril 2010    | 5 avril 2011    | Arrancars                    |      | Bataille de Karakura      | 14   |   |
|   | 14   | 13 avril 2010    | 5 avril 2011    | Arrancars                    |      | Bataille de Karakura      | 14   |   |
|   | 14   | 13 avril 2010    | 5 avril 2011    | Arrancars                    |      | Bataille de Karakura      | 14   |   |
|   | 14   | 13 avril 2010    | 5 avril 2011    | Arrancars                    |      | Bataille de Karakura      | 14   |   |
|   | 14   | 13 avril 2010    | 5 avril 2011    | Arrancars                    |      | Bataille de Karakura      | 14   |   |
|   | 14   | 13 avril 2010    | 5 avril 2011    | Arrancars                    |      | Bataille de Karakura      | 14   |   |
|   | 14   | 13 avril 2010    | 5 avril 2011    | Arrancars                    |      | Bataille de Karakura      | 14   |   |
|   | 14   | 13 avril 2010    | 5 avril 2011    | Arrancars                    |      | Bataille de Karakura      | 14   |   |
|   | 14   | 13 avril 2010    | 5 avril 2011    | Arrancars                    |      | Bataille de Karakura      | 14   |   |
|   | 14   | 13 avril 2010    | 5 avril 2011    | Arrancars                    |      | Bataille de Karakura      | 14   |   |
|   | 14   | 13 avril 2010    | 5 avril 2011    | Arrancars                    |      | Bataille de Karakura      | 14   |   |
|   | 14   | 13 avril 2010    | 5 avril 2011    | Arrancars                    |      | Bataille de Karakura      | 14   |   |
|   | 14   | 13 avril 2010    | 5 avril 2011    | Arrancars                    |      | Bataille de Karakura      | 14   |   |
|   | 14   | 13 avril 2010    | 5 avril 2011    | Arrancars                    |      | Bataille de Karakura      | 14   |   |
|   | 14   | 13 avril 2010    | 5 avril 2011    | Arrancars                    |      | Bataille de Karakura      | 14   |   |
|   | 14   | 13 avril 2010    | 5 avril 2011    | Arrancars                    |      | Bataille de Karakura      | 14   |   |
|   | 14   | 13 avril 2010    | 5 avril 2011    | Arrancars                    |      | Bataille de Karakura      | 14   |   |
|   | 14   | 13 avril 2010    | 5 avril 2011    | Arrancars                    |      | Bataille de Karakura      | 14   |   |
|   | 14   | 13 avril 2010    | 5 avril 2011    | Arrancars                    |      | Bataille de Karakura      | 14   |   |
|   | 15   | 12 avril 2011    | 4 octobre 2011  | Gotei 13, l'armée d'invasion |      |                           | 15   |   |
|   | 15   | 12 avril 2011    | 4 octobre 2011  | Gotei 13, l'armée d'invasion |      |                           | 15   |   |
|   | 15   | 12 avril 2011    | 4 octobre 2011  | Gotei 13, l'armée d'invasion |      |                           | 15   |   |
|   | 15   | 12 avril 2011    | 4 octobre 2011  | Gotei 13, l'armée d'invasion |      |                           | 15   |   |
|   | 15   | 12 avril 2011    | 4 octobre 2011  | Gotei 13, l'armée d'invasion |      |                           | 15   |   |
|   | 15   | 12 avril 2011    | 4 octobre 2011  | Gotei 13, l'armée d'invasion |      |                           | 15   |   |
|   | 15   | 12 avril 2011    | 4 octobre 2011  | Gotei 13, l'armée d'invasion |      |                           | 15   |   |
|   | 15   | 12 avril 2011    | 4 octobre 2011  | Gotei 13, l'armée d'invasion |      |                           | 15   |   |
|   | 15   | 12 avril 2011    | 4 octobre 2011  | Gotei 13, l'armée d'invasion |      |                           | 15   |   |
|   | 15   | 12 avril 2011    | 4 octobre 2011  | Gotei 13, l'armée d'invasion |      |                           | 15   |   |
|   | 15   | 12 avril 2011    | 4 octobre 2011  | Gotei 13, l'armée d'invasion |      |                           | 15   |   |
|   | 15   | 12 avril 2011    | 4 octobre 2011  | Gotei 13, l'armée d'invasion |      |                           | 15   |   |
|   | 15   | 12 avril 2011    | 4 octobre 2011  | Gotei 13, l'armée d'invasion |      |                           | 15   |   |
|   | 15   | 12 avril 2011    | 4 octobre 2011  | Gotei 13, l'armée d'invasion |      |                           | 15   |   |
|   | 15   | 12 avril 2011    | 4 octobre 2011  | Gotei 13, l'armée d'invasion |      |                           | 15   |   |
|   | 15   | 12 avril 2011    | 4 octobre 2011  | Gotei 13, l'armée d'invasion |      |                           | 15   |   |
|   | 15   | 12 avril 2011    | 4 octobre 2011  | Gotei 13, l'armée d'invasion |      |                           | 15   |   |
|   | 15   | 12 avril 2011    | 4 octobre 2011  | Gotei 13, l'armée d'invasion |      |                           | 15   |   |
|   | 15   | 12 avril 2011    | 4 octobre 2011  | Gotei 13, l'armée d'invasion |      |                           | 15   |   |
|   | 15   | 12 avril 2011    | 4 octobre 2011  | Gotei 13, l'armée d'invasion |      |                           | 15   |   |
|   | 15   | 12 avril 2011    | 4 octobre 2011  | Gotei 13, l'armée d'invasion |      |                           | 15   |   |
|   | 15   | 12 avril 2011    | 4 octobre 2011  | Gotei 13, l'armée d'invasion |      |                           | 15   |   |
|   | 15   | 12 avril 2011    | 4 octobre 2011  | Gotei 13, l'armée d'invasion |      |                           | 15   |   |
|   | 15   | 12 avril 2011    | 4 octobre 2011  | Gotei 13, l'armée d'invasion |      |                           | 15   |   |
|   | 15   | 12 avril 2011    | 4 octobre 2011  | Gotei 13, l'armée d'invasion |      |                           | 15   |   |
|   | 15   | 12 avril 2011    | 4 octobre 2011  | Gotei 13, l'armée d'invasion |      |                           | 15   |   |
|   | 16   | 11 octobre 2011  | 27 mars 2012    | Fullbring                    |      |                           | 16   |   |
|   | 16   | 11 octobre 2011  | 27 mars 2012    | Fullbring                    |      |                           | 16   |   |
|   | 16   | 11 octobre 2011  | 27 mars 2012    | Fullbring                    |      |                           | 16   |   |
|   | 16   | 11 octobre 2011  | 27 mars 2012    | Fullbring                    |      |                           | 16   |   |
|   | 16   | 11 octobre 2011  | 27 mars 2012    | Fullbring                    |      |                           | 16   |   |
|   | 16   | 11 octobre 2011  | 27 mars 2012    | Fullbring                    |      |                           | 16   |   |
|   | 16   | 11 octobre 2011  | 27 mars 2012    | Fullbring                    |      |                           | 16   |   |
|   | 16   | 11 octobre 2011  | 27 mars 2012    | Fullbring                    |      |                           | 16   |   |
|   | 16   | 11 octobre 2011  | 27 mars 2012    | Fullbring                    |      |                           | 16   |   |
|   | 16   | 11 octobre 2011  | 27 mars 2012    | Fullbring                    |      |                           | 16   |   |
|   | 16   | 11 octobre 2011  | 27 mars 2012    | Fullbring                    |      |                           | 16   |   |
|   | 16   | 11 octobre 2011  | 27 mars 2012    | Fullbring                    |      |                           | 16   |   |
|   | 16   | 11 octobre 2011  | 27 mars 2012    | Fullbring                    |      |                           | 16   |   |
|   | 16   | 11 octobre 2011  | 27 mars 2012    | Fullbring                    |      |                           | 16   |   |
|   | 16   | 11 octobre 2011  | 27 mars 2012    | Fullbring                    |      |                           | 16   |   |
|   | 16   | 11 octobre 2011  | 27 mars 2012    | Fullbring                    |      |                           | 16   |   |
|   | 16   | 11 octobre 2011  | 27 mars 2012    | Fullbring                    |      |                           | 16   |   |
|   | 16   | 11 octobre 2011  | 27 mars 2012    | Fullbring                    |      |                           | 16   |   |
|   | 16   | 11 octobre 2011  | 27 mars 2012    | Fullbring                    |      |                           | 16   |   |
|   | 16   | 11 octobre 2011  | 27 mars 2012    | Fullbring                    |      |                           | 16   |   |
|   | 16   | 11 octobre 2011  | 27 mars 2012    | Fullbring                    |      |                           | 16   |   |
|   | 16   | 11 octobre 2011  | 27 mars 2012    | Fullbring                    |      |                           | 16   |   |
|   | 16   | 11 octobre 2011  | 27 mars 2012    | Fullbring                    |      |                           | 16   |   |
|   | 16   | 11 octobre 2011  | 27 mars 2012    | Fullbring                    |      |                           | 16   |   |
|   | TYBW | 11 octobre 2022  | en cours        | Guerre Sanglante Millénaire  |      |                           | TYBW |   |
|   | TYBW | 11 octobre 2022  | en cours        | Guerre Sanglante Millénaire  |      |                           | TYBW |   |
|   | TYBW | 11 octobre 2022  | en cours        | Guerre Sanglante Millénaire  |      |                           | TYBW |   |
|   | TYBW | 11 octobre 2022  | en cours        | Guerre Sanglante Millénaire  |      |                           | TYBW |   |
|   | TYBW | 11 octobre 2022  | en cours        | Guerre Sanglante Millénaire  |      |                           | TYBW |   |
|   | TYBW | 11 octobre 2022  | en cours        | Guerre Sanglante Millénaire  |      |                           | TYBW |   |
|   | TYBW | 11 octobre 2022  | en cours        | Guerre Sanglante Millénaire  |      |                           | TYBW |   |
|   | TYBW | 11 octobre 2022  | en cours        | Guerre Sanglante Millénaire  |      |                           | TYBW |   |
|   | TYBW | 11 octobre 2022  | en cours        | Guerre Sanglante Millénaire  |      |                           | TYBW |   |
|   | TYBW | 11 octobre 2022  | en cours        | Guerre Sanglante Millénaire  |      |                           | TYBW |   |
|   | TYBW | 11 octobre 2022  | en cours        | Guerre Sanglante Millénaire  |      |                           | TYBW |   |
|   | TYBW | 11 octobre 2022  | en cours        | Guerre Sanglante Millénaire  |      |                           | TYBW |   |
|   | TYBW | 11 octobre 2022  | en cours        | Guerre Sanglante Millénaire  |      |                           | TYBW |   |
|   | TYBW | 11 octobre 2022  | en cours        | Guerre Sanglante Millénaire  |      |                           | TYBW |   |
|   | TYBW | 11 octobre 2022  | en cours        | Guerre Sanglante Millénaire  |      |                           | TYBW |   |
|   | TYBW | 11 octobre 2022  | en cours        | Guerre Sanglante Millénaire  |      |                           | TYBW |   |
|   | TYBW | 11 octobre 2022  | en cours        | Guerre Sanglante Millénaire  |      |                           | TYBW |   |
|   | TYBW | 11 octobre 2022  | en cours        | Guerre Sanglante Millénaire  |      |                           | TYBW |   |
|   | TYBW | 11 octobre 2022  | en cours        | Guerre Sanglante Millénaire  |      |                           | TYBW |   |
|   | TYBW | 11 octobre 2022  | en cours        | Guerre Sanglante Millénaire  |      |                           | TYBW |   |
|   | TYBW | 11 octobre 2022  | en cours        | Guerre Sanglante Millénaire  |      |                           | TYBW |   |
|   | TYBW | 11 octobre 2022  | en cours        | Guerre Sanglante Millénaire  |      |                           | TYBW |   |
|   | TYBW | 11 octobre 2022  | en cours        | Guerre Sanglante Millénaire  |      |                           | TYBW |   |
|   | TYBW | 11 octobre 2022  | en cours        | Guerre Sanglante Millénaire  |      |                           | TYBW |   |
| # | #    | Début            | Fin             | Arcs                         | Arcs | Arcs                      | #    | # |

## Légende des tableaux
|  | Épisodes adaptés (sans couleur d'arrière plan) |

|  |  |  |  |  | Épisodes filler (hors manga) |

Légende : (épisodes surlignés en couleur : filler - épisodes hors manga exclusifs à l'animé).

## Découpage des saisons

### Au Japon
Chaque saison est un arc narratif :
1. Chapitre - Le Shinigami remplaçant (死神代行編, Shinigami Daikō Hen?) : épisodes 01 à 20
2. Chapitre - L'Assaut de la Soul Society (尸魂界　潜入篇, Sōru Sosaeti Sen'nyū-Hen?) : épisodes 21 à 41
3. Chapitre - Sauvetage à la Soul Society (尸魂界　救出篇, Sōru Sosaeti Kyūshutsu-Hen?) : épisodes 42 à 63
4. Chapitre - Les Bounts (バウント篇, Baunto-Hen?) : épisodes 64 à 91
5. Chapitre - Les Bounts : L'Invasion de la Soul Society (バウント・尸魂界強襲篇, Baunto Sōru Sosaeti Kyōshū-Hen?) : épisodes 92 à 109
6. Chapitre - Les Arrancars : Apparition (破面・出現篇, Hamen Shutsugen-Hen?) : épisodes 110 à 131
7. Chapitre - Les Arrancars : Assaut du Hueco Mondo (破面・虚圏潜入篇, Hamen Kyo-ken Sen'nyū-Hen?) : épisodes 132 à 151
8. Chapitre - Les Arrancars : La Lutte acharnée (破面・激闘篇, Hamen Gekitō-Hen?) : épisodes 152 à 167
9. Chapitre - Le Nouveau Capitaine Amagai Shusuke (新隊長天貝繍助篇, Shin taichō Amagai Shūsuke-Hen?) : épisodes 168 à 189
10. Chapitre - Les Arrancars contre les Shinigamis (破面・ＶＳ．死神篇, Hamen  VS. Shinigami-Hen?) : épisodes 190 à 205
11. Chapitre - Le Passé (過去篇, Kako-Hen?) : épisodes 206 à 212
12. Chapitre - Les Arrancars : La Bataille de Karakura (破面・空座決戦篇, Hamen Soraza Kessen-Hen?) : épisodes 213 à 229
13. Chapitre - Les Zanpakutos : L'Autre Histoire (斬魄刀異聞篇, Zanpakutō Ibun-Hen?) : épisodes 230 à 265
14. Chapitre - La Destruction des Arrancars (破面・滅亡篇, Hamen Metsubō-Hen?) : épisodes 266 à 316
15. Chapitre - Le Gotei 13 contre l'Armée d'invasion (護廷十三隊侵軍篇, Gotei Jūsan Tai Shingun-Hen?) : épisodes 317 à 342
16. Chapitre - Le Shinigami remplaçant disparu (死神代行消失篇, Shinigami Daikō Shōshitsu-Hen?) : épisodes 343 à 366[TVTokyo 1]
17. Chapitre - La Guerre sanglante de mille ans (千年血戦篇, Sennen Kessen-hen?, Thousand-Year Blood War) (découpé en 4 cours : The Blood Warfare, The Separation, The Conflict et ...) : épisodes 367 à ...

### En France
Sur les coffrets DVD, les saisons sont découpés en 2 ou 3 volumes (ou Box) comprenant plusieurs arcs narratifs ou non :
1. Saison 1 (3 Box) - Chapitre Le Shinigami remplaçant, L'Assaut de la Soul Society et Sauvetage à la Soul Society : épisodes 1 à 63[fr 1],[fr 2],[fr 3]
2. Saison 2 (2 Box) - Chapitre Les Bounts et L'Invasion de la Soul Society : épisodes 64 à 109[fr 4],[fr 5]
3. Saison 3 (3 Box) - Chapitre Les Arrancars : Apparition, Les Arrancars : Assaut du Hueco Mondo et Les Arrancars : La Lutte acharnée : épisodes 110 à 167[fr 6],[fr 7],[fr 8]
4. Saison 4 (3 Box) - Chapitre Le Nouveau Capitaine Amagai Shusuke, Les Arrancars contre les Shinigami, Le Passé et Les Arrancars : Bataille décisive à Karakura : épisodes 168 à 229[fr 9],[fr 10],[fr 11]
5. Saison 5 (3 Box) - Chapitre Muramasa : La Matérialisation du Zanpakutō, La Bataille décisive et la Saga des Arrancars : épisodes 230 à 316[fr 12],[fr 13],[fr 14]
6. Saison 6 (3 Box) - Chapitre Gotei 13, l'armée d'invasion et Fullbring : Rendre ses pouvoirs à Ichigo : épisodes 317 à 366[fr 15],[fr 16],[fr 17]

#### Épisodes japonais
1. 1 2  « La fin de l’anime Bleach au Japon » sur AnimeLand.com, consulté le 25 février 2012.
2. (ja) « STORY | TVアニメ「BLEACH 千年血戦篇」公式サイト », sur Bleach-anime.com (consulté le 11 octobre 2022).

#### Épisodes français
1. ↑  « Bleach - Saison 1 - Box 1/3 » sur Manga-news.com, consulté le 21 février 2012.
2. ↑  « Bleach - Saison 1 - Box 2/3 » sur Manga-news.com, consulté le 21 février 2012.
3. ↑  « Bleach - Saison 1 - Box 3/3 » sur Manga-news.com, consulté le 21 février 2012.
4. ↑  « Bleach - Saison 2 - Box 1/2 » sur Manga-news.com, consulté le 22 février 2012.
5. ↑  « Bleach - Saison 2 - Box 2/2 » sur Manga-news.com, consulté le 22 février 2012.
6. ↑  « Bleach - Saison 3 - Box 1/3 » sur Manga-news.com, consulté le 17 octobre 2012.
7. ↑  « Bleach - Saison 3 - Box 2/3 » sur Manga-news.com, consulté le 17 octobre 2012.
8. ↑  « Bleach - Saison 3 - Box 3/3 » sur Manga-news.com, consulté le 17 octobre 2012.
9. ↑  « Bleach - Saison 4 - Box 1/3 » sur Manga-news.com, consulté le 2 octobre 2013.
10. ↑  « Bleach - Saison 4 - Box 2/3 » sur Manga-news.com, consulté le 2 octobre 2013.
11. ↑  « Bleach - Saison 4 - Box 3/3 » sur Manga-news.com, consulté le 2 octobre 2013.
12. ↑  « Bleach - Saison 5 - Box 1/3 » sur Manga-news.com, consulté le 6 janvier 2016.
13. ↑  « Bleach - Saison 5 - Box 2/3 » sur Manga-news.com, consulté le 6 janvier 2016.
14. ↑  « Bleach - Saison 5 - Box 3/3 » sur Manga-news.com, consulté le 6 janvier 2016.
15. ↑  « Bleach - Saison 6 - Box 1/3 » sur Manga-news.com, consulté le 6 juillet 2016.
16. ↑  « Bleach - Saison 6 - Box 2/3 » sur Manga-news.com, consulté le 6 juillet 2016.
17. ↑  « Bleach - Saison 6 - Box 3/3 » sur Manga-news.com, consulté le 6 juillet 2016.

#### Bleach
- (ja) Site officiel sur Tv-tokyo.co.jp
- (ja) Site officiel du nombre et résumés des épisodes sur Tv-tokyo.co.jp
- (en) « Liste des épisodes de Bleach » sur Animenewsnetwork.com

#### Bleach: Thousand-Year Blood War
- (ja) Site officiel sur Tv-tokyo.co.jp
- (ja) Site officiel du nombre et résumés des épisodes sur Bleach-anime.com